# Thelypteris obliterata
Thelypteris obliterata är en kärrbräkenväxtart som först beskrevs av Olof Peter Swartz, och fick sitt nu gällande namn av George Richardson Proctor. Thelypteris obliterata ingår i släktet Thelypteris och familjen Thelypteridaceae. Inga underarter finns listade.